# Margreet de Boer
Martha Margretha (Margreet) de Boer (Uitwellingerga, 21 november 1964) is een Nederlandse advocaat en politica voor GroenLinks.

## Levensloop
De Boer volgde van 1976 tot 1982 het Bogerman College in Sneek. Zij studeerde vervolgens rechten en criminologie aan de Vrije Universiteit van Amsterdam. Tijdens haar studie was De Boer voorzitter van de faculteitsvereniging QBD en de studentenvakbond SRVU. Daarna volgde zij een eenjarige opleiding voor advocaat.
De Boer werkte tussen 1989 en 2000 als sociaal advocaat bij Bonnema en De Boer advocaten, waar ze zich specialiseerde in familierecht en rechtsbijstand aan slachtoffers van seksueel en huiselijk geweld. Daarna werkte ze tussen 2000 en 2002 als onderzoeker en tussen 2002 en 2004 als directeur bij het Clara Wichmann Instituut, dat zich bezighield met de rechtspositie van vrouwen.
De Boer heeft sinds 2004 een eigen projectbureau op het gebied van recht en emancipatie: Projects on Women's Rights. Ze deed onder andere onderzoek naar de implementatie van het Verdrag inzake de Uitbanning van alle Vormen van Discriminatie van Vrouwen. Daarnaast was ze voorzitter van de Stichting Samenwerkende Abortusklinieken Nederland.
Sinds 2014 is De Boer advocaat bij Van Kempen c.s. Advocaten. In 2024 vertegenwoordigde ze een groot aantal slachtoffers van mode-ondernemer Martijn Nekoui in een geruchtmakende zedenzaak.

## Politiek
Van 2006 tot 2010 was De Boer deelraadslid voor GroenLinks in het stadsdeel Amsterdam Westerpark; van 2010 tot 2011 was zij deelraadslid in Amsterdam-West waar zij de portefeuille inburgering, zorg en welzijn beheerde. Ook was zij lid van het bestuur van het Feministisch Netwerk van GroenLinks.
In 2011 werd De Boer voor GroenLinks gekozen tot lid van de Eerste Kamer. De Boer stond bij de Eerste Kamerverkiezingen in 2015 wel kandidaat, maar werd niet herkozen. Bij de Eerste Kamerverkiezingen van 2019 stond De Boer wederom kandidaat en kwam toen terug in de Eerste Kamer.
In de Kamerperiode 2019 - 2023 was zij onder andere voorzitter van de vaste Kamercommissie voor Justitie en Veiligheid, woordvoerder voor Justitie en Veiligheid (samen met Gala Veldhoen) en wonen. Daarnaast was De Boer lid van de Nederlandse delegatie naar het Parlementaire Vergadering van de Raad van Europa (PACE). Daar hield De Boer zich bezig met mensenrechten, en specifiek rechten van vrouwen. Zo was zij rapporteur voor een rapport over het tegengaan van huwelijkse gevangenschap.
In de Eerste Kamerverkiezingen 2023 was De Boer niet herverkiesbaar.
Politiek is De Boer met name gericht op diversiteit en emancipatie: "ik wil sterk positie kiezen voor een wereld waar iedereen het leven kan leiden dat hij of zij wil. Daarom zijn emancipatie en diversiteit kernwaarden in mijn handelen."

## Persoonlijk
De Boer heeft een geregistreerd partnerschap en heeft twee kinderen.
De Boer komt uit een politiek actieve familie. Zij is de dochter van Wim de Boer, oud-PPR-voorzitter en GroenLinks-senator. Haar zuster Heleen werd in 2010 gekozen tot lid van de gemeenteraad van Utrecht.

## Publicaties
- 1988 Niks aan te doen? Onderzoek naar een klachtenregeling ter bestrijding van seksuele intimidatie aan de universiteit, uitgave Wetenschapswinkel Vrije Universiteit
- 2003 VN-Vrouwenverdrag: een praktische gids voor belangenorganisaties, uitgave Clara Wichmann Instituut.